# رافال فولسكي
رافال فولسكي (بالبولندية: Rafał Wolski)‏ (10 نوفمبر 1992 في كوجنيتز، بولندا) لاعب كرة قدم بولندي يجيد اللعب في خط الوسط ويلعب حاليا في نادي فيورنتينا الإيطالي منذ يناير 2013.

## روابط خارجية
- رافال فولسكي على موقع الاتحاد الأوربي (الإنجليزية)
- رافال فولسكي على موقع قاعدة بيانات كرة القدم.إي يو (الإنجليزية)
- رافال فولسكي على موقع ناشيونال فوتبول تيمز (الإنجليزية)
- رافال فولسكي على موقع Soccerbase.com (لاعب) (الإنجليزية)
- رافال فولسكي على موقع Soccerway.com (الإنجليزية)
- رافال فولسكي على موقع عالم كرة القدم.نت (الإنجليزية)
- رافال فولسكي على موقع AS.com (الإسبانية)